# Jannik Kohlbacher
Jannik Kohlbacher (Bensheim, 19 de julho de 1995) é um jogador de handebol alemão.

## Início da vida
Kohlbacher cresceu em Reisen, um distrito de Birkenau no Odenwald, e frequentou a Escola Martin Luther em Rimbach. No ensino médio mudou-se para a Escola Georg August Zinn em Reichelsheim.

## Carreira

### Carreira nos clubes
Kohlbacher começou a jogar handebol no HSG Nieder-Liebersbach/Reisen (hoje HSG Weschnitztal). Por causa de suas atuações convincentes, ele foi nomeado para a seleção distrital do distrito de handebol de Darmstadt. Ao mesmo tempo, ele foi apoiado pelo centro de desempenho de handebol Bergstraße em Bensheim. Em janeiro de 2007, Kohlbacher foi eleito o melhor corredor de círculo pelo técnico juvenil do DHB, Christoph Armbruster, no torneio Hessen Cup das seleções distritais juvenis C e foi então nomeado para a seleção de Hesse. Em 2009 mudou-se para a juventude C do JSG Wallstadt, um sindicato juvenil administrado pela TV Großwallstadt e TV Kleinwallstadt. Com esta equipe ele se tornou vice-campeão em Hesse em 20 de março de 2010. No mesmo ano, Kohlbacher ingressou na academia de juniores do então time de handebol da Bundesliga, TV Großwallstadt. Ele se tornou campeão da Baviera com o Großwallstädter B-juvenil e vice-campeão com o A-juventude. Em 2011 foi convocado para a seleção nacional de juniores B. Em 2012, o pivô de 1,93 metros de altura mudou-se para o clube da segunda divisão SG Leutershausen, de onde retornou ao rival da liga TV Großwallstadt após uma temporada. A partir da temporada 2015/16 jogou pelo clube da primeira divisão HSG Wetzlar, com quem assinou um contrato de dois anos.
No verão de 2018 mudou-se para Rhein-Neckar Löwen. Com o Rhein-Neckar Löwen ele ganhou a Supertaça DHB em 2018 e a Copa DHB em 2023. Na temporada 2022/23 da Bundesliga marcou 121 gols e alcançou o terceiro lugar no índice de desempenho de handebol do HBL com pontuação média de 76. Depois de ter anunciado isso antecipadamente em várias entrevistas, sua prorrogação de contrato até 2026 foi anunciada em julho de 2023. Em 2 de dezembro de 2023, Kohlbacher marcou seu milésimo gol na Bundesliga na vitória sobre o HSV Hamburgo.

### Carreira internacional
Jannik Kohlbacher fez sua estreia nos dias 10 e 11 de julho de 2011 na seleção juvenil sub-17 em duas partidas-teste contra a França e participou do Festival Olímpico Europeu da Juventude (EYOF) em Trabzon, Turquia, no mesmo mês. Ele conquistou a medalha de prata com o time e marcou dez gols no torneio. Nos dois anos seguintes, Kohlbacher fez parte da seleção alemã Sub-18 e Sub-19, pela qual marcou 105 gols em 44 partidas internacionais. Com a seleção sub-18, ele venceu o Campeonato Europeu de 2012 na Áustria e conquistou a medalha de bronze no Campeonato Mundial Sub-19 de 2013, na Hungria. A turma de 1994/95 também continuou a colecionar medalhas na seleção nacional Sub-20 e sagrou-se novamente campeã europeia no Campeonato Europeu Sub-20 de 2014, na Áustria. Kohlbacher contribuiu com 22 gols para a conquista do título e foi eleito o melhor jogador em campo nas semifinais e na final. Kohlbacher perdeu o último campeonato importante deste ano – o Campeonato Mundial Sub-21 de 2015 – devido a uma lesão.
Em novembro de 2015, Kohlbacher foi nomeado pelo técnico Dagur Sigurðsson para a seleção alemã para a Supercopa contra Brasil, Sérvia e Eslovênia. No dia 6 de novembro de 2015, fez sua primeira aparição na vitória por 29 a 20 sobre o Brasil no Flensburg Campus Hall, na qual contribuiu com dois gols. Em 31 de janeiro de 2016, sagrou-se campeão europeu na Polônia com uma vitória de 24:17 sobre a Espanha. Para o Europeu de 2018, foi nomeado para o elenco de 20 jogadores do seleccionador nacional Christian Prokop, que participa na preparação. No dia 7 de janeiro, ele foi convocado para a seleção final de 16 jogadores e participou do Campeonato Europeu de 2018. Participou dos Jogos Olímpicos de Tóquio com a seleção alemã. Lá ele substituiu Marcel Schiller no jogo contra o Brasil, mas acabou não sendo utilizado. Ele fez parte do elenco ampliado da seleção alemã para o Campeonato Europeu de 2022.
Na Copa do Mundo de 2023 alcançou o 5º lugar com a seleção alemã. A equipe apresentou uma melhora no desempenho em relação aos últimos grandes torneios, que foram influenciados pela pandemia de COVID-19, com Kohlbacher marcando 29 gols. Em janeiro de 2024, ele terminou em quarto lugar com a seleção alemã no Campeonato Europeu em casa, na Alemanha, e marcou 14 gols. Nos Jogos Olímpicos de Verão de 2024, em Paris, conquistou a medalha de prata no torneio masculino do handebol, após confronto na final contra a equipe dinamarquesa.